# Thalatha curtalis
Thalatha curtalis là một loài bướm đêm trong họ Noctuidae.